# Semiothisa intaminata
Semiothisa intaminata là một loài bướm đêm trong họ Geometridae.